# Polski Obóz Narodowo-Syndykalistyczny
Polski Obóz Narodowo-Syndykalistyczny – organizacja podziemia narodowego w okresie okupacji hitlerowskiej, aktywna głównie na północnym Mazowszu.
Swą działalność PONS rozpoczął w Warszawie zimą 1939/1940, w lutym 1940 r. powstały jego struktury terenowe na północnym Mazowszu. Podokręg Północnego Mazowsza PONS obejmował powiaty ciechanowski, mławski, przasnyski, makowski i pułtuski. Pierwszym komendantem Podokręgu był Józef Gruszewski, którego potem zastąpił rtm. rez. Ryszard Borowy ps. „Odrożyc”; do czołowych działaczy należeli też Stanisław Borodzicz (kierownik polityczny), Kazimierz Steckiewicz (kierownik propagandy), Halina Smolińska (komendantka Służby Kobiet), Jan Rosiak (komendant powiatu ciechanowskiego), Stanisław Machłajewski (komendant powiatu mławskiego), Pszczółkowski (komendant powiatu przasnyskiego). Organizacja miała charakter wojskowo-polityczny – w każdym powiecie zorganizowano kadrowe Kompanie Wojskowe. Liczebność PONS na północnym Mazowszu wynosiła 500 osób.
Komendantem Naczelnym PONS był inż. Sławomir Kublicki. Po aresztowaniu Kublickiego na początku 1942 r. na PONS spadły aresztowania i Komenda w Warszawie została doszczętnie rozbita. Od tej pory Obóz na Mazowszu rozwijał się samodzielnie – do czasu nawiązania przez S. Borodzicza kontaktów ze Stanisławem Nakoniecznikoffem-Klukowskim ps. „Kmicic”, reprezentantem Narodowych Sił Zbrojnych. W ich rezultacie 20 grudnia 1942 r. Polski Obóz Narodowo-Syndykalistyczny włączył się w strukturę NSZ „zagwarantowując sobie swobodę głoszenia swojej ideologii politycznej”. 
Organami prasowymi Obozu były „Biuletyn Informacyjny PONS” (od numeru 21 „PONS Biuletyn Informacyjny”) i „Kuźnia” ("Miesięcznik Biura Studiów i Planowania Polskiego Obozu Narodowo-Syndykalistycznego”). Ideologię PONS wyrażały broszury programowe: „Wolność – wielkość – sprawiedliwość” (1942), „Ekonomika narodowo-syndykalistyczna” i „Ruch Narodowo-Syndykalistyczny”.

## Literatura
- Olgierd Grott, Narodowy syndykalizm jako lewicowa odmiana nacjonalizmu polskiego okresu II wojny światowej /w:/ Lewica polska. Koncepcje – Ludzie – Działalność. Pod red. Eryka Krasuckiego, Tomasza Sikorskiego i Adama Wątora. Wrocław 2012
- Jarosław Tomasiewicz, Prasa środowisk ekstremistycznych obozu narodowego w okresie II wojny światowej (analiza ideowo-polityczna) /w:/ Prasa Narodowej Demokracji. Prasa lokalna, regionalna, środowiskowa. Pod red. E. Maj, A. Dawidowicz. Lublin 2013, ISBN 978-83-7784-447-2